# Involutinida
Az Involutinida a likacsosházúak (Foraminifera) ismeretlen helyzetű rendje, melynek fosszíliái a kora permtől a késő krétáig ismertek, egyetlen ismert élő családja a Planispirillinidae.

## Történet
Fogalma az évek alatt fokozatosan fejlődött, kezdve a Treatise on Invertebrate Paleontology 1964-es C részében leírt, a Spirillinidába sorolt Involutinidaevel, melyet a Cassidulinacea alá rendeltek. Ezt később az Involutinacea Zaninetti 1975 főcsaládba sorolták további családokat ide sorolva, 1977-ben Hohenegger és Piller az Involutinaceát az Involutinina alrendbe, azt az Involutinida rendbe, azt pedig az Involutinoida főrendbe sorolták.
A Planispirillinidae két nemzetsége, az Alanwoodia és a Planispirillina eredetileg a Spirillinidae tagja volt, a többi nemzetséget később adták hozzá.
Az Involutina hungarica fajt először Sido írta le 1952-ben, de Felix Schlagintweit és Werner E. Piller 1990-ben újra leírta a krétai Involutinida-fajok körüli viták miatt.
Mihalevics 2000-ben a Spirillinata osztály Spirillinana alosztályába sorolta álkét- vagy -többkamrás sugaras szimmetriájú meszes háza alapján.
2013-ban Pawlowski et al. incertae sedisként sorolták be a likacsosházúakon belül, mivel bár a Spirillinida közeli rokonaként írták le, nem érhető el molekuláris adat; de a Tubothalamea lehetséges tagjaként szerepel.

## Morfológia
Az Involutinida kétkamrás aragonitházú egy szferoid alakú proloculusszal, melyet egy csőszerű másodlagos főkamra vesz körül. A házfal kétlamellás lehet, ahol a belső lamella mikroszemcsés, gyakran sötét, a külső üvegszerű. Plani- vagy trochospirálisan tekeredhet kúpot alkotva. Lamelláris vastagodások vagy pillérszerű szerkezetek lehetnek egy vagy mindkét oldal umbilikális részén. Perforált házát többé-kevésbé fejlett aragonitlapok akkréciójával és laterális appozíciójával építi a kalcitházú Spirillinidához hasonlóan. Kristályegységei üvegszerűek vagy nyújtottak, és in situ szekretálja szerves szubsztrátra, szemben a Miliolidával, ahol a kristályegységek sejten belül keletkeznek, és a sejtperifériára Golgi-vezikulumok szállítják.
Falszerkezetét módosíthatja homogén mikroszemcsés szerkezetté.

## Rendszertan
5 családja van, ebből 3 – az Involutinidae, a Hirsutospirellidae és a Planispirillinidae – második kamrája osztatlan, míg a Ventrolaminidae proloculusa után számos kamrával rendelkezik. Mindben van planispirális és trochospirális változat is. A Trocholinidaet 1963-ban hozta létre Kristan-Tollmann, meghatározását Rigaud et al. egészítették ki 2013-ban.
Loeblich 1988-as cikke alapján a Planispirillinidae 5 élő nemzetségét aragonitháza miatt ide sorolták, de a Spirillinida vagy a Robertinida közelebbi rokona lehet, mert nem volt ismert késő krétainál újabb Involutinida-fosszília, és a Spirillinidát az Involutinida testvércsoportjaként azonosították.
Parafiletikus csoport lehet egy Involutinida–Spirillinida átmenet alapján, melyet azonos formák gyors megjelenése is mutat. A Spirillinidához hasonló házépítési módszer és az azonos falmikrostruktúrák is ezt támasztják alá.

## Evolúció
A kora permben jelent meg, mikor a tengervíz magnéziumtartalma kalciumtartalma négyszerese volt. Bár nincs a rendnek a krétánál újabb ismert fosszíliája, a recens Planispirillinidae ide tartozhat.

### Eredethipotézisek
Egy gyakori eredethipotézise az Archaediscacea-elmélet, azonban az a kora karbon és az alsó moszkvai közt élt, és nem ismert permi fosszíliákban, a hozzá hasonló Pseudovidalinida-fajok a középső-felső permben éltek, de nem valószínű triász Involutinida-ősök, mivel a Pseudovidalinida feltehetően sose módosította falszerkezetét.
S. Gargouri és D. Vachard 1988-ban az Involutinida lehetséges őseként a porcelánszerű Glomospirella nemzetséget javasolta, de D. Altiner elképzelhetőnek tartja azt is, hogy a Multidiscus e közös ős, mivel a Neodiscushoz hasonlóan erősen levezetett Hemigordiopsida-nemzetség sugarasan elrendezett rostos szerkezetekkel Miliolida-szerű fallal, és a kettő közül előbbit tekintette valószínű ősnek planispirális tekercselése miatt.
Riboszomális DNS-elemzések alapján is valószínűtlen, hogy a Miliolida rokona.

## Fordítás
Ez a szócikk részben vagy egészben  az   Involutinida című angol Wikipédia-szócikk ezen változatának fordításán alapul.  Az eredeti cikk szerkesztőit annak laptörténete sorolja fel. Ez a jelzés csupán a megfogalmazás eredetét és a szerzői jogokat jelzi, nem szolgál a cikkben szereplő információk forrásmegjelöléseként.